# Траоре, Оноре
Набере Оноре Траоре (фр. Nabéré Honoré Traoré; род. 28 сентября 1957, Верхняя Вольта) — государственный и военный деятель Буркина-Фасо; исполняющий обязанности президента (31 октября 2014 — 1 ноября 2014) и министр обороны Буркина-Фасо (31 октября — 23 ноября 2014).

## Биография
4 мая 2011 года, Оноре Траоре был назначен Начальником Генерального Штаба Вооружённых сил Буркина Фасо. Во время восстания в Буркина Фасо, 31 октября 2014 года военные объявили о том, что Компаоре больше не руководит страной. С таким заявлением перед многотысячной толпой демонстрантов в столице выступил один из представителей командования — его слова встретили бурными овациями. В этот же день, Глава государства был вынужден отказаться от власти. В обнародованном заявлении от имени Компаоре говорится, что в течение 90 дней в Буркина-Фасо должны пройти выборы. После отставки президента его функции на себя возложил Набере Оноре Траоре, став одновременно и министром обороны Буркина Фасо.
Временно исполнять обязанности президента, Оноре Траоре должен был быть в течение 12 месяцев, после чего передал бы власть избранному на выборах президенту. 

### Отказ от президентства
1 ноября, после выстрелов в районе Президентского дворца, начальник охраны президента Исаак Зида сделал заявление, в котором он провозгласил себя исполняющим обязанности президента Буркина Фасо. После перестрелки, Оноре Траоре больше никаких заявлений не делал. Вечером, по итогам совещания военного руководства Буркина-Фасо, Государственным лидером на переходный период военные избрали единогласно подполковника Исаака Зида. Документ о его назначении подписал начальник генштаба вооруженных сил страны Оноре Траоре. Ранее он сообщал, что сам займёт президентское кресло. Таким образом, говорить о втором перевороте за сутки не приходится.
23 ноября 2014 года было сформировано правительство Буркина Фасо, в котором министром обороны вместо Оноре Траоре стал Исаак Зида.